# Mitropacup 1961
De Mitropacup 1961 was de 21e editie van deze internationale beker en voorloper van de huidige Europacups.
Ook dit jaar was er weer een gewijzigde opzet van het toernooi. Twaalf clubs, uit Italië, Oostenrijk en Tsjechoslowakije, zouden in drie groepen van vier deelnemers een halve competitie spelen en de drie winnaars zouden oorspronkelijk ook in een groepsfinale uitkomen. Deze opzet werd tijdens het toernooi, noodgedwongen, verlaten. In Groep 3 zou de eerste wedstrijd tussen Udinese en Kladno wegens onbespeelbaarheid van het veld na 40 minuten worden gestaakt. De wedstrijd werd na alle overige wedstrijden overgespeeld, en bij een 2-2-eindstand liet de scheidsrechter per abuis een verlenging spelen, waarna Udinese met 3-2 won én groepswinnaar werd. Bij de 2-2 stand zou Kladno groepswinnaar zijn geworden. Kladno tekende met succes protest aan, en het toernooi werd vervolgd door middel van een halvefinale (met Kladno als vierde club) en een finale.
 Groep 1 
| Club            | Land                | Uitslagen | Land                | Club                     |
| --------------- | ------------------- | --------- | ------------------- | ------------------------ |
| Bologna FC 1909 | Vlag van Italië     | 2-1       | Vlag van Oostenrijk | Austria Wien             |
| Bologna FC 1909 | Vlag van Italië     | 1-1       | Vlag van Italië     | Sampdoria                |
| Bologna FC 1909 | Vlag van Italië     | 3-1       | Vlag van Tsjechië   | Spartak Stalingrad Praag |
| Austria Wien    | Vlag van Oostenrijk | 5-2       | Vlag van Italië     | Sampdoria                |
| Austria Wien    | Vlag van Oostenrijk | 2-1       | Vlag van Tsjechië   | Spartak Stalingrad Praag |
| Sampdoria       | Vlag van Italië     | 1-1       | Vlag van Tsjechië   | Spartak Stalingrad Praag |

 Klassement 
| Plaats | Club               | W : w - g - v | Punten | Doelsaldo |
| ------ | ------------------ | ------------- | ------ | --------- |
| 1      | Bologna FC 1909    | 3 : 2 - 1 - 0 | 5      | 6 - 3     |
| 2      | Austria Wien       | 3 : 2 - 0 1   | 4      | 8 - 5     |
| 3      | Sampdoria          | 3 : 0 - 2 - 1 | 2      | 4 - 7     |
| 4      | Spartak Stalingrad | 3 : 0 - 1 - 2 | 1      | 3 - 6     |

 Groep 2 
| Club                 | Land              | Uitslagen | Land                | Club                 |
| -------------------- | ----------------- | --------- | ------------------- | -------------------- |
| Slovan Nitra         | Vlag van Tsjechië | 4-3       | Vlag van Tsjechië   | Rode Ster Bratislava |
| Slovan Nitra         | Vlag van Tsjechië | 5-1       | Vlag van Italië     | AC Torino            |
| Slovan Nitra         | Vlag van Tsjechië | 4-4       | Vlag van Oostenrijk | SV Stickstoff Linz   |
| Rode Ster Bratislava | Vlag van Tsjechië | 4-2       | Vlag van Italië     | AC Torino            |
| Rode Ster Bratislava | Vlag van Tsjechië | 8-2       | Vlag van Oostenrijk | SV Stickstoff Linz   |
| AC Torino            | Vlag van Italië   | 5-3       | Vlag van Oostenrijk | SV Stickstoff Linz   |

 Klassement 
| Plaats | Club                 | W : w - g - v | Punten | Doelsaldo |
| ------ | -------------------- | ------------- | ------ | --------- |
| 1      | Slovan Nitra         | 3 : 2 - 1 - 0 | 5      | 13 - 8    |
| 2      | Rode Ster Bratislava | 3 : 2 - 0 - 1 | 4      | 15 - 8    |
| 3      | AC Torino            | 3 : 1 - 0 - 2 | 2      | 8 - 12    |
| 4      | SV Stickstoff Linz   | 3 : 0 - 1 - 2 | 1      | 9 - 17    |

 Groep 3 
| Club           | Land                | Uitslagen | Land                | Club                    |
| -------------- | ------------------- | --------- | ------------------- | ----------------------- |
| Udinese Calcio | Vlag van Italië     | 3-2 nv *  | Vlag van Tsjechië   | SK Kladno               |
| Udinese Calcio | Vlag van Italië     | 2-2       | Vlag van Oostenrijk | Linzer ASK              |
| Udinese Calcio | Vlag van Italië     | 4-1       | Vlag van Oostenrijk | 1. Wiener Neustädter SC |
| SK Kladno      | Vlag van Tsjechië   | 1-1       | Vlag van Oostenrijk | Linzer ASK              |
| SK Kladno      | Vlag van Tsjechië   | 5-0       | Vlag van Oostenrijk | 1. Wiener Neustädter SC |
| Linzer ASK     | Vlag van Oostenrijk | 1-4       | Vlag van Oostenrijk | 1. Wiener Neustädter SC |

* Zie inleidende tekst hierboven.

 Klassement 
| Plaats | Club                    | W : w - g - v | Punten | Doelsaldo |
| ------ | ----------------------- | ------------- | ------ | --------- |
| 1      | Udinese Calcio          | 3 : 2 - 1 - 0 | 5      | 9 - 5     |
| 2      | SK Kladno               | 3 : 1 - 1 - 1 | 3      | 8 - 4     |
| 3      | Linzer ASK              | 3 : 0 - 2 - 1 | 2      | 4 - 7     |
| 4      | 1. Wiener Neustädter SC | 3 : 1 - 0 - 2 | 2      | 5 - 10    |

 Halve finale 
| Winnaar         | Land              | Uitslagen | Land              | Verliezer      |
| --------------- | ----------------- | --------- | ----------------- | -------------- |
| Bologna FC 1909 | Vlag van Italië   | 2-1 , 1-0 | Vlag van Tsjechië | SK Kladno      |
| Slovan Nitra    | Vlag van Tsjechië | 4-3 , 1-1 | Vlag van Italië   | Udinese Calcio |

 Finale 
| WINNAAR         | Land            | Uitslagen | Land              | FINALIST     |
| --------------- | --------------- | --------- | ----------------- | ------------ |
| Bologna FC 1909 | Vlag van Italië | 2-2 , 3-0 | Vlag van Tsjechië | Slovan Nitra |

1927 · 1928 · 1929 · 1930 · 1931 · 1932 · 1933 · 1934 · 1935 · 1936 · 1937 · 1938 · 1939 · 1940 · 1951 · 1955 · 1956 · 1957 · 1958 · 1959 · 1960 · 1961 · 1962 · 1963 · 1964 · 1965 · 1966 · 1967 · 1968 · 1969 · 1970 · 1971 · 1972 · 1973 · 1974 · 1975 · 1976 · 1977 · 1978 · 1980 · 1981 · 1982 · 1983 · 1984 · 1985 · 1986 · 1987 · 1988 · 1989 · 1990 · 1991 · 1992